# Donnellson, Illinois
Donnellson là một làng thuộc quận Montgomery, tiểu bang Illinois, Hoa Kỳ. Năm 2010, dân số của làng này là 210 người.

## Dân số
Dân số qua các năm:
- Năm 2000: 243 người.
- Năm 2010: 210 người.